# Guipavas
Guipavas is een gemeente in het Franse departement Finistère, in de regio Bretagne. De plaats maakt deel uit van het arrondissement Brest. De gemeente telde 15.401 inwoners op 1 januari 2022.
De gemeente is een voorstad van Brest en bestaat uit drie woonkernen. Centraal in de gemeente ligt het oude centrum van Guipavas. In het westen, aansluitend bij Brest ligt de wijk Coataudon-Le Rody en in het zuidoosten ligt het dorp Douvez. De luchthaven Brest Bretagne ligt in de gemeente en er zijn ook enkele grote bedrijven gevestigd.

## Geschiedenis
Tijdens het ancien régime was Guipavas een uitgestrekte parochie die ook Le Relecq-Kerhuon omvatte. Tijdens de Eerste Wereldoorlog was Brest de voornaamste aanvoerhaven voor Amerikaanse troepen. In Guipavas kwamen er een Amerikaans legerkamp en een vliegveld.

## Geografie
De oppervlakte van Guipavas bedroeg op 1 januari 2022 44,13 vierkante kilometer; de bevolkingsdichtheid was toen 349 inwoners per km².
In het zuiden ligt de gemeente aan de monding van de Élorn in de Rade de Brest. Waterlopen in de gemeente zijn de Stang-Alar, de Costour en de Cam.
De onderstaande kaart toont de ligging van Guipavas met de belangrijkste infrastructuur en aangrenzende gemeenten.

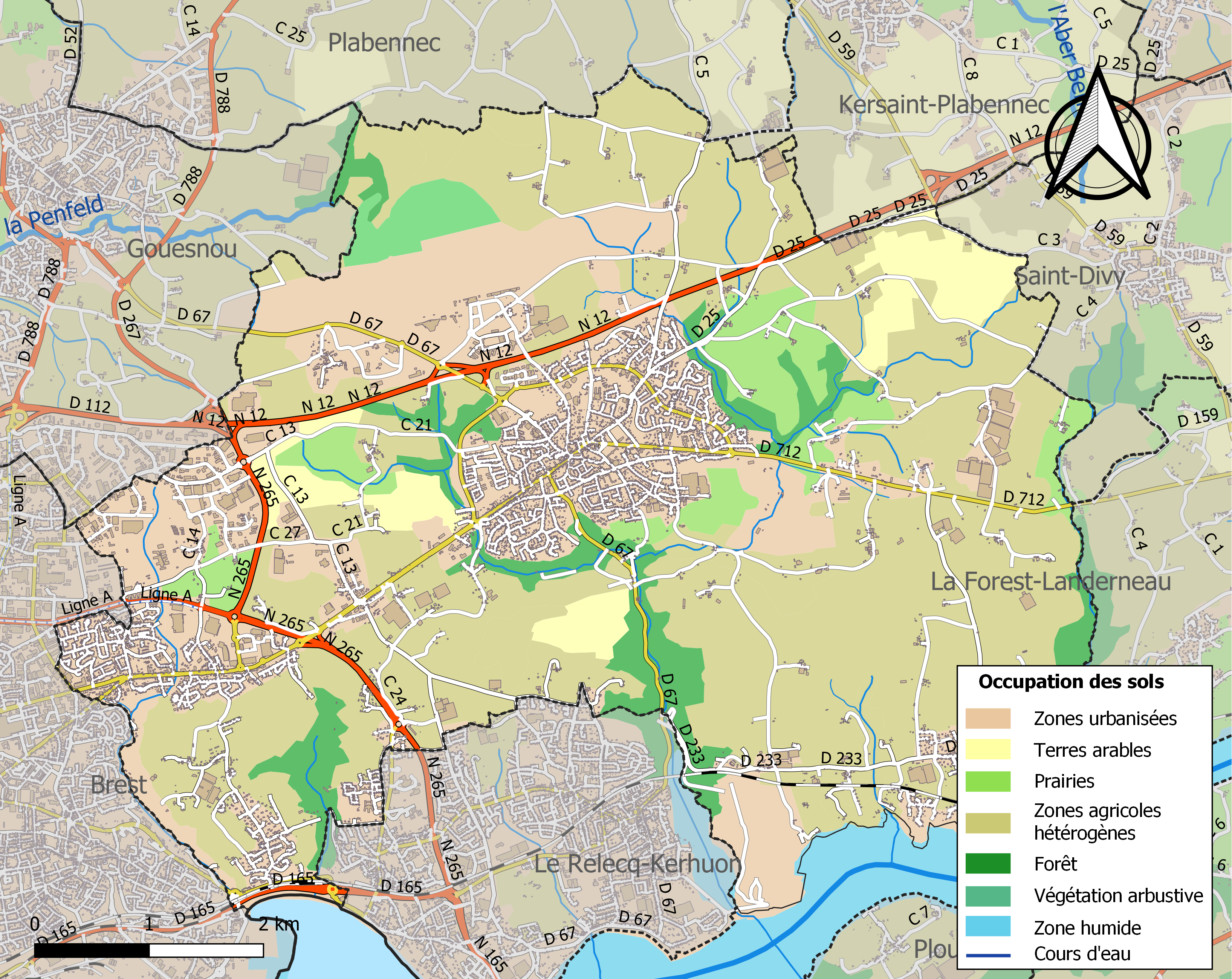

## Demografie
Onderstaande figuur toont het verloop van het inwonertal (bron: INSEE-tellingen).